# Открытый космос (альбом)
«Открытый космос» — третий студийный альбом российской певицы Евы Польна, который вышел 9 ноября 2023 года на лейбле «Первое музыкальное издательство». Альбом вышел после шестилетнего перерыва, который тем не менее включал выход нескольких синглов, с момента выхода предыдущего под названием «Феникс». Работа была выпущена за день до проведения юбилейного концерта в честь 25-летия творческой карьеры певицы в Crocus City Hall.

## Об альбоме
Альбом «Открытый космос» был выпущен на музыкальных цифровых платформах 9 ноября 2023 года без предварительного анонсирования. Эксклюзивно для сервиса «Яндекс Музыка» Ева Польна выпустила делюкс-версию альбома со альтернативной обложкой и её собственными комментариями о каждой композиции. В альбом вошли ранее выпущенные песни «Небыль» и «ТГМЦ (Твои глаза меняют цвет)» в новых версиях. Альбом является самой короткой записью в дискографии певицы. Его длительность составляет чуть более 30 минут.

## Отзывы критиков
В обзоре новых альбомов Интернет-портал Глагол писал: «на пластинке всего 9 песен, в которых певица всё так же не изменяет себе, отдавая дань приятным мелодиям 2000-х, а вот вектор лирики немного поменялся. И если раньше Ева мечтала о поезде „Цюрих-Женева“ (речь о песне „Люби меня по-французски“ в составе группы „Гости из будущего“), то теперь же смело садится в поезд „Москва-Саратов“ (песня „Verdi“). Тексты её песен стали грустнее и тревожнее».
Алексей Мажаев в своей рецензии для издания InterMedia поставил делюкс-версии альбома оценку 7 из 10, негативно комментируя наличие аудиокомментариев певицы к каждой композиции. Он пишет: «В какой-то момент может начать чувство, что воодушевлёнными спичами Ева хочет оторвать аудиторию от тривиальности музыкального вещества». Среди песен с альбома рецензент выделил «Verdi», «Без сожаления», «Печаль», отметив, что «не мня «Intro» и «Outro», тут всего семь треков корпоративным хронометражем меньше получаса».

## Список композиций
Слова и музыка всех песен — Ева Польна.
| №                   | Название            | Длительность |
| ------------------- | ------------------- | ------------ |
| 1.                  | «Intro»             | 1:44         |
| 2.                  | «Verdi»             | 4:13         |
| 3.                  | «Танцевать»         | 2:43         |
| 4.                  | «Без сожаления»     | 3:25         |
| 5.                  | «Падаю»             | 3:16         |
| 6.                  | «Небыль 2023»       | 5:20         |
| 7.                  | «ТГМЦ» (Bossa Nova) | 5:14         |
| 8.                  | «Печаль»            | 4:30         |
| 9.                  | «Outro»             | 2:39         |
| Общая длительность: | Общая длительность: | 31:44        |